# David Cranz
David Cranz, född 3 februari 1723 i Naugard, Pommern, död 6 juni 1777 i Gnadenberg, Schlesien, var en tysk missionär och missionshistoriker.
Efter en tids verksamhet som brödraförsamlingens missionär på Grönland ägnade sig Cranz åt en prästtjänst i Tyskland. Cranz har författat en grönländsk historia, med särskilt fokus på missionsarbetet. Utifrån en herrnhutisk ståndpunkt för han fram hård kritik mot den genom Hans Egede påbörjade danska missionen.
Auktorsnamnet Cranz kan användas för David Cranz i samband med ett vetenskapligt namn inom botaniken; se Wikipediaartiklar som länkar till auktorsnamnet.